# Öratjärnen (Ljusdals socken, Hälsingland, 687671-151501)
Öratjärnen är en sjö i Ljusdals kommun i Hälsingland och ingår i Ljusnans huvudavrinningsområde.